# Apharitis obscurata
Apharitis obscurata är en fjärilsart som beskrevs av Otto Staudinger. Apharitis obscurata ingår i släktet Apharitis och familjen juvelvingar. Inga underarter finns listade i Catalogue of Life.